# جرمانا
جرمانا (به عربی: جرمانا) یک منطقهٔ مسکونی در سوریه است که در استان ریف دمشق واقع شده‌است.

## خصوصیات
جرمانا ۵٫۹۵ کیلومترمربع مساحت و ۱۱۴٬۳۶۳ نفر جمعیت دارد و ۶۷۰ متر بالاتر از سطح دریا واقع شده‌است.